# John Wilson (futbolista)
John Wilson (nacido el 26 de octubre de 1977 en Seneca, Carolina del Sur, Estados Unidos) es un exfutbolista estadounidense.

## Trayectoria

### Clubes juveniles
| Club               | País           | Año       |
| ------------------ | -------------- | --------- |
| Clemson University | Estados Unidos | 1995-1998 |

### Clubes profesionales
| Club                    | País           | Año           |
| ----------------------- | -------------- | ------------- |
| Charleston Battery      | Estados Unidos | 1999-2003     |
| Raleigh Capital Express | Estados Unidos | 2000 (cesión) |
| Kansas City Wizards     | Estados Unidos | 2000 (cesión) |
| MLS Pro 40              | Estados Unidos | 2000 (cesión) |
| New England Revolution  | Estados Unidos | 2002 (cesión) |
| Rochester Raging Rhinos | Estados Unidos | 2004          |
| D.C. United             | Estados Unidos | 2005-2007     |
| Charleston Battery      | Estados Unidos | 2008-2014     |